# يامل بيرالتا
يامل بيرالتا (بالإسبانية: Yamil Alberto Peralta Jara) (مواليد 16 يوليو 1991) هو ملاكم أرجنتيني، مثّل بلاده في الألعاب الأولمبية الصيفية 2012.

## روابط خارجية
- يامل بيرالتا على موقع IMDb (الإنجليزية)

يامل بيرالتا على موقع بوكس ريك (الإنجليزية) (registration required)
- يامل بيرالتا على موقع اللجنة الأولمبية الدولية (الإنجليزية)
- يامل بيرالتا على موقع اللجنة الأولمبية الدولية (الإنجليزية)
- يامل بيرالتا على موقع أوليمبيديا (الإنجليزية)
- يامل بيرالتا على موقع اللجنة الأولمبية الأرجنتينية (الإسبانية)
- يامل بيرالتا على موقع اللجنة الأولمبية الأرجنتينية (الإسبانية)